# TT82
| i | mn · n | m | F4 · t |

| i | mn · n | m | F4 · t |

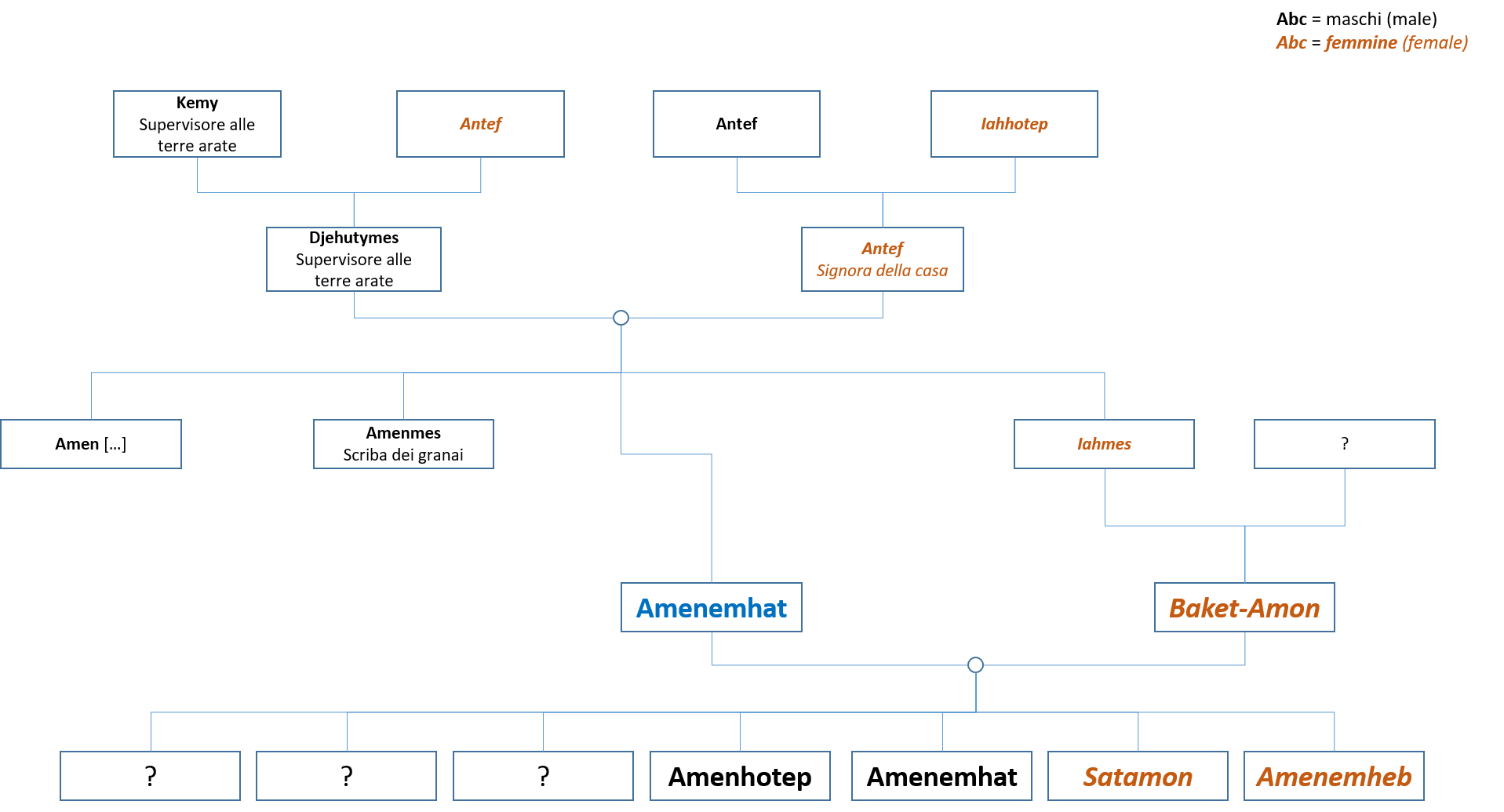
Genealogia di Amenemhat

TT82 (Theban Tomb 82) è la sigla che identifica una delle Tombe dei Nobili ubicate nell’area della cosiddetta Necropoli Tebana, sulla sponda occidentale del Nilo dinanzi alla città di Luxor, in Egitto. Destinata a sepolture di nobili e funzionari connessi alle case regnanti, specie del Nuovo Regno, l'area venne sfruttata, come necropoli, fin dall'Antico Regno e, successivamente, sino al periodo Saitico (con la XXVI dinastia) e Tolemaico.

## Titolare
TT82 era la tomba di:
| Titolare  | Titolo                                                     | Necropoli           | Dinastia/Periodo              | Note                                              |
| --------- | ---------------------------------------------------------- | ------------------- | ----------------------------- | ------------------------------------------------- |
| Amenemhat | Scriba e Contabile del grano di Amon, Assistente del visir | Sheikh Abd el-Qurna | XVIII dinastia (Thutmosi III) | in alto, sul percorso che va dalla TT83 alla TT81 |

## Biografia
La titolatura di Amenemhat lo indica come "Assistente del visir" e "contabile del grano", ma egli assommava in sé anche le cariche di "Supervisore delle terre arate" e, verosimilmente con valenza templare, di "più anziano del cortile esterno (titolatura non meglio identificabile)"; aveva inoltre molte e importanti cariche nel tempio di Amon. 
L'incarico di "contabile" è più compiutamente traducibile con "scriba contabile del grano del granaio delle divine offerte di Amon" con ciò intendendo che a lui competeva la responsabilità delle entrate, e alla movimentazione di cereali in un determinato granaio destinato alla produzione di pani e focacce per le tavole delle offerte di Amon. Anche l'incarico di "assistente del visir", che era pur sempre la seconda carica del Paese, era di primaria importanza giacché a lui competeva, come peraltro indicato in testi autobiografici delle tomba, la gestione del patrimonio consistente non solo nei pagamenti, ma anche nella gestione e movimentazione di personale, terre, cereali e metalli preziosi sia per conto direttamente del visir, sia per le incombenze della parte del paese sotto la sua giurisdizione.
TT82 è tra le tombe più complete dell'area tebane, sia sotto il profilo testuale che iconografico.
La genealogia di Amenemhat è abbastanza ben differenziata nelle decorazioni parietali: nonni paterni furono Kemy, anch'egli Supervisore delle terre arate, e Antef; nonni materni furono Antef (stavolta indicante un maschio) e senza indicazione di cariche, e Iahhotep. Genitori furono Djehutymes (ovvero Thutmosi), a sua volta Supervisore delle terre arate, e Antef (stavolta con valenza femminile). La difficoltà insita nel distinguere termini come "senet", letteralmente sorella, ma spesso utilizzato per indicare una moglie, ma anche una sorellastra o addirittura la moglie di un cugino, non consente esattamente di individuare quali dei personaggi riportati siano effettivamente consanguinei se non in tre casi in cui è certo il legame di parentela: Iahmes era una sorella (peraltro madre della moglie di Amenemhat), Amenmes, Scriba contabile dei granai, un fratello, mentre di un altro fratello è ancora leggibile solo la parte teofora del nome [...]Amen. Moglie di Amenemhat fu Baket-Amon, figlia di Iahmes e, perciò, sua nipote; per quanto riguarda i figli della coppia, benché siano rappresentati più personaggi che potrebbero esserlo, solo per cinque è possibile indicare che tali siano effettivamente, cinque maschi e due femmine. Per i cinque maschi sono noti solo i nomi di Amenhotep e Amenemhat, come il padre; per quanto attiene alle femmine, Amenemheb e Satamon.

## La tomba
Anticamente, TT82 aveva già subito danneggiamenti durante il periodo dell'Eresia amarniana il che denota, inoltre, che a oltre 100 anni dalla sua realizzazione, la cappella era ancora accessibile. Durante il periodo ancora faraonico la tomba venne utilizzata per sepolture anonime che vennero pesantemente saccheggiate lasciando solo pezzi di corpi e di sarcofagi, nonché frammenti di suppellettili funerarie, coni funerari, vasi canopi e circa 150 ushabti di scarsa fattura. Più tardi ulteriori danni furono causati da parte degli eremiti e monaci copti che si installarono nell'area della Necropoli tebana.
In tempi moderni, TT82 venne visitata da Robert Hay agli inizi dell'800; successivamente rilevata, e i dipinti parietali copiati, da James Burton e John Gardner Wilkinson; fu quindi la volta di Karl Richard Lepsius. La pressante richiesta specie in occidente di reperti egizi, derivante dalla passione per l'Egitto del periodo, vide la tomba oggetto di consistenti azioni distruttive, con taglio e asportazione di parti dei dipinti e rilievi parietali fino al 1907, quando venne apposta una porta di ferro a protezione di quanto rimaneva. Nel 1914 Norman de Garis Davies e Ernest Mackay svuotarono la tomba e procedettero ai restauri del caso.
Un lungo corridoio di circa 6,5 m, sulle cui pareti sono riportati testi sacri (1 in planimetria), dà accesso a una sala trasversale, larga 11 m, secondo la planimetria tipica delle tombe del periodo; un breve passaggio, sulle cui pareti (2) sono riportati testi oggi illeggibili, adduce alla camera trasversale con resti di testo molto danneggiati. In alto (3) una scena di banchetto in cui alcuni congiunti partecipano ad un banchetto del visir User, titolare delle tombe TT61 e TT131, e sua moglie Thuyu. In altra scena (4) il defunto offre cibo ai suoi antenati nonché all'architetto e agli artisti che hanno decorato la sua tomba; in altra scena ancora (5) il defunto, la moglie e il figlio Amenemhat a banchetto per la festa del Nuovo Anno, mentre alcuni musicisti si esibiscono (una flautista, una suonatrice di nacchere, fanciulle che battono le mani, una danzatrice e un arpista). Su altra parete (6), il defunto in offertorio al visir Aamtju Ahmose e sua moglie; seguono (7) scene di caccia del defunto e della moglie alla gazzella nel deserto e all'ippopotamo (8), nonché scene di pesca e di uccellagione e testi magici.
Un corridoio perpendicolare alla sala precedente, lungo 5,5 m, reca sulle pareti (9) scene del defunto che esce dalla tomba per "ammirare il disco solare"; in altre scene la processione funeraria (10) e la Dea dell'Occidente (Hathor), con il trasporto di statue del defunto in un pellegrinaggio ad Abido. Poco discosto (11) il figlio Amenemhat (?), in qualità di prete "sem" offre al defunto e alla madre una lista di offerte; segue (12) una scena di banchetto alla presenza di un concerto costituito da un uomo che suona il liuto, donne con flauto doppio, e arpa e cantanti.
Un breve passaggio, sulle cui pareti (13) sono riportati testi e il defunto che adora Anubi, adduce ad una camera quasi quadrata di 3,25 m; sulle pareti (14-15) un banchetto alla presenza di musici e, poco oltre, donne in lutto, acrobati (?) e preti che officiano sulla mummia sdraiata su un letto funebre. Due dipinti parietali sono stati sovrascritti: un testo autobiografico è stato sovrapposto a dipinti di suppellettili funerarie; un altro testo, analogamente autobiografico, recante l'indicazione dell' "anno ventottesimo di regno di Thutmosi III", venne sovrapposto ad una scena del defunto e di un altro uomo, appena abbozzati, intenti alla preparazione di vino. In altra scena (16) il figlio Useramon, a sua volta nelle vesti di prete "sem", officia sulla mummia del padre; poco discosto il defunto e la moglie offrono sistri a tre cantatrici di Hathor. Su altra parete (17) scene di festa per i giorni epagomeni mentre un figlio offre al defunto e alla madre una lista di offerte rituali. Due scene (18-19), che affiancano l'accesso all'appartamento funerario, rappresentano il defunto inginocchiato dinanzi alla dea dell'Oriente (a sinistra) e dell'Occidente (a destra). Una nicchia (20) contiene le statue del defunto e della moglie.
Un pozzo verticale, di 8,5 m di profondità, dà accesso all'appartamento sotterraneo non decorato, salvo una la camera funeraria (2,60 m x 3,60). Le pareti sono completamente ricoperte di testi sacri: (21) "Libro dei Morti" e "Testi delle piramidi" in geroglifico corsivo. Una nicchia accoglie ancora testi sacri tratti dal Libro dei Morti, nonché la rappresentazione del figlio Amenemhat (?), in qualità di prete "sem" (22), accompagnato da alcuni bambini, che offre libagioni al padre defunto e, in altra scena analoga, alla madre Beket-Amon.
Presso il Brooklyn Museum di New York si trovano una scatola per Ushabti (cat. 50.130) e un modello di falce in legno (cat. 48.27) verosimilmente proveniente dalla TT82. Presso il Museo egizio di Berlino (cat. 2316) si trova una statua in calcare, alta circa 35 cm, che reca l'indicazione "Lo scriba contabile del grano del granaio delle divine offerte di Amon, Amenemhat". Si tratta di uno steloforo, ovvero una statua di uomo reggente una stele; in questo caso l'uomo è inginocchiato e sorregge, sulle ginocchia, la stele.
Riferimenti ad Amenemhat sono stati rinvenuti nella cappella della tomba TT61 del visir User. Una particolare menzione merita un graffito, esistente nella TT60 di Senet e Antefoker, quest'ultimo visir a sua volta risalente alla XII dinastia (sotto Sesostri I), sicuramente scritto, o fatto scrivere da Amenemhat in onore dell'antico visir

### Annotazioni
1. ↑  La prima numerazione delle tombe, dalla numero 1 alla 252, risale al 1913 con l’edizione del "Topographical Catalogue of the Private Tombs of Thebes" di Alan Gardiner e Arthur Weigall. Le tombe erano numerate in ordine di scoperta e non geografico; ugualmente in ordine cronologico di scoperta sono le tombe dalla 253 in poi.
2. ↑  I campi della Duat, ovvero l'aldilà egizio, si trovavano, secondo le credenze, proprio sulla riva occidentale del grande fiume.
3. ↑  Nella sua epoca di utilizzo, l'area era nota come "Quella di fronte al suo Signore" (con riferimento alla riva orientale, dove si trovavano le strutture dei Palazzi di residenza dei re e i templi dei principali dei) o, più semplicemente, "Occidente di Tebe".
4. ↑  le Tombe dei Nobili, benché raggruppate in un'unica area, sono di fatto distribuite su più necropoli distinte.
5. ↑  Le note, sovente di inquadramento topografico della tomba, sono tratte dal "Topographical Catalogue" di Gardiner e Weigall, ed. 1913 e fanno perciò riferimento alla situazione dell'epoca.
6. ↑  Amenemhat era assistente per il visir User (TT61), ma non è escluso che abbia ricoperto il medesimo incarico, almeno per un periodo, anche con il predecessore di costui, suo padre Aamtju Ahmose (TT83)
7. ↑  In questo periodo due erano i visir, uno per l'Alto e uno per il Basso Egitto.
8. ↑  È interessante notare, nella genealogia di Amenemhat, che il nome Antef ricorre più volte sia come nome maschile che femminile.
9. ↑  Con abrasione del nome di Amon e del plurale della parola dio.
10. ↑  È tuttavia interessante il fatto che le condizioni in cui la tomba venne rilevata da Alan Gardiner nel 1914 non erano poi molto dissimili da quelle descritte da Robert Hay quasi cento anni prima.
11. ↑  Ernest John Henry Mackay (1880-1943), archeologo britannico famoso specialmente per i lavori di scavo e restauro del sito di Mohenjo-daro nella valle dell'Indo.
12. ↑  Il "sem" era il prete, o l'erede, cui competeva la cerimonia di apertura della bocca per consentire al defunto di vivere pienamente della Duat.
13. ↑  Si tratta di un estratto dei Testi delle Piramidi normalmente destinati alle sepolture reali. Sono riportati i capitoli 220, 221, 222, 593, 356, 357, 374 e 677, con i titoli riportati in rosso. Anche l'augurio di rinascita per Amenemhat è riportato in termini reali giacché gli si augura di risorgere come Ra e di riunirsi alle stelle imperiture proprie della deificazione faraonica.
14. ↑  Lo scritto inizia, infatti, con le seguenti parole: "Qui venne lo scriba Amenemhat che Djehutymès, proclamato giusto, fece superiore del portale, nato dalla signora della casa Antef, proclamata giusta, per vedere [questa] tomba ...[il governatore di Tebe] e visir Antefoker.

### Fonti
1. 1 2 3  Porter e Moss 1927,  p. 163.
2. ↑  Gardiner e Weigall 1913.
3. ↑  Donadoni 1999,  p. 115.
4. ↑  Gardiner e Weigall 1913, pp. 24-25.
5. ↑  Hay classificò la tomba con il n.ro 16 e la descrisse nei suoi appunti, oggi al British Museum cat. MSS 29824, pp. 60-65.
6. ↑  Yoyotte 1960.
7. ↑  Hickmann 1956.
8. ↑  Hickmann 1951.
9. ↑  Porter e Moss 1927,  pp. 163-167.
10. ↑  Porter e Moss 1927,  p. 167.
11. ↑  Priese 1987.